# Попешти (Фартацешти)
Попешти (рум. Popești) насеље је у Румунији у округу Валча у општини Фартацешти. Oпштина се налази на надморској висини од 231 m.

## Становништво
Према подацима из 2011. године у насељу је живело 235 становника.